# 西浜村 (島根県)
西浜村（にしはまむら）は、島根県簸川郡にあった村。現在の出雲市湖陵町大池、湖陵町板津、湖陵町差海にあたる。

## 地理
- 海洋：日本海[1]
- 湖沼：蛇池[1]
- 河川：十間川[2]

## 歴史
- 1889年（明治22年）4月1日、町村制の施行により、神門郡大池村、板津村、差海村が合併して村制施行し、西浜村が発足[3][4]。
- 1896年（明治29年）4月1日、郡の統合により簸川郡に所属[4]。
- 1951年（昭和26年）4月1日、簸川郡江南村と合併して湖陵村を新設し廃止された[3][4]。

## 産業
- 農業、漁業[1]。